# خانوم (فیلم)
خانوم فیلمی به کارگردانی و نویسندگی تینا پاکروان و تهیه کنندگی امیر سیدزاده و تینا پاکروان، محصول سال ۱۳۹۲ است.

## خلاصه فیلم
این فیلم روایت سه زن در سه نقطه تهران است.

## بازیگران
- شقایق فراهانی در نقش ناهید
- سیامک انصاری در نقش حمید
- اشکان خطیبی در نقش خسرو
- اندیشه فولادوند در نقش یلدا
- امین حیایی در نقش رضا
- پانته‌آ پناهی‌ها در نقش طوبا
- فهیمه رحیم‌نیا
- بهزاد فراهانی در نقش پدر ناهید
- نقی سیف‌جمالی
- حمیرا اعظمی
- سوگل خالقی  در نقش همسایه  یلدا
- مجتبی طهماسبی
- کیمیا حسینی
- مانی مصلحی